# Лига чемпионов УЕФА 2020/2021. Плей-офф
Стадия плей-офф Лиги чемпионов УЕФА 2020/21 началась 16 февраля 2021 года и закончилась 29 мая 2021 года. Финальный матч состоялся 29 мая 2021 года на «Драгау» в Порту. В стадии плей-офф сыграли 16 команд, занявших первые и вторые места в своих группах на групповом этапе турнира.
Время указано по CET/CEST, в соответствии с правилами УЕФА (местное время, если отличается, указано в скобках).

## Даты раундов и жеребьёвок
Жеребьёвки стадий плей-офф пройдут в штаб-квартире УЕФА в Ньоне, Швейцария.
| Раунд          | Дата жеребьёвки        | Первая игра                                                          | Ответная игра                                                        |
| -------------- | ---------------------- | -------------------------------------------------------------------- | -------------------------------------------------------------------- |
| 1/8 финала     | 14 декабря 2020, 12:00 | 16—17 и 23—24 февраля 2021                                           | 9—10 и 16—17 марта 2021                                              |
| Четвертьфиналы | 19 марта 2021, 12:00   | 6 и 7 апреля 2021                                                    | 13 и 14 апреля 2021                                                  |
| Полуфиналы     | 19 марта 2021, 12:00   | 27 и 28 апреля 2021                                                  | 4 и 5 мая 2021                                                       |
| Финал          | 19 марта 2021, 12:00   | 29 мая 2021 года на «Олимпийском стадионе» имени Ататюрка в Стамбуле | 29 мая 2021 года на «Олимпийском стадионе» имени Ататюрка в Стамбуле |

## Формат
Матчи стадии плей-офф (за исключением финала) проводятся по олимпийской системе в формате двух матчей, когда каждая из команд проводит один матч на домашнем стадионе, а другой — на выезде. Команда, забившая большее количество голов по сумме двух матчей, проходит в следующий раунд. Если счёт по сумме двух матчей остаётся ничейным, применяется правило выездного гола, согласно которому в следующий раунд проходит команда, забившая больше голов на выезде. Если и по правилу выездного гола определить победителя не удаётся, назначается дополнительное время (овертайм). Правило выездного гола действует и в дополнительное время: если в овертайме были забиты голы, но счёт всё равно остался ничейным, то в следующий раунд выходит команда, забившая больше голов на выезде. Если в дополнительное время голов забито не было, то победитель определяется в серии послематчевых пенальти. В финале, который проводится в формате одного матча, в случае ничейного исхода основного времени также назначается дополнительное время, а если и после него счёт остаётся равным, назначаются послематчевые пенальти.

Механизм жеребьёвки команд для каждого раунда:
- Для жеребьёвки 1/8 финала восемь победителей каждой из групп считаются «сеянными», а восемь команд, занявших в группах вторые места, соответственно, «несеянными». Сеянным командам при жеребьёвке могут выпасть только несеянные команды. Сеянные команды всегда играют ответные матчи на домашнем стадионе. Команды из одной группы или из одной футбольной ассоциации не могут сыграть друг с другом на данной стадии.
- Для жеребьёвки четвертьфиналов и полуфиналов «сеянных» команд уже нет, поэтому начиная с этой стадии в матчах могут встретиться команды из одной группы или из одной футбольной ассоциации. Жеребьёвка четвертьфиналов и полуфиналов проводится одновременно и до проведения четвертьфиналов, когда победители четвертьфинальных матчей ещё неизвестны. В связи с этим проводится дополнительная жеребьёвка для определения номинального «хозяина» финала (для административных целей, поскольку фактически финал проводится на нейтральном стадионе).

На стадии четвертьфиналов и полуфиналов матчи команд из одного города не назначаются на один день или на соседние дни для оптимизации логистики и контроля за массовым скоплением зрителей. Если две команды из одного города должны по жребию играть дома в один игровой день или в соседние игровые дни, то дома играет команда, занявшая более высокое место в своём национальном чемпионате, а другая команда из того же города играет на выезде.

## Участники
| Группа | Победитель (сеянные) | Финалист (несеянные)   |
| ------ | -------------------- | ---------------------- |
| A      | Бавария              | Атлетико Мадрид        |
| B      | Реал Мадрид          | Боруссия Мёнхенгладбах |
| C      | Манчестер Сити       | Порту                  |
| D      | Ливерпуль            | Аталанта               |
| E      | Челси                | Севилья                |
| F      | Боруссия Дортмунд    | Лацио                  |
| G      | Ювентус              | Барселона              |
| H      | Пари Сен-Жермен      | РБ Лейпциг             |

## 1/8 финала
Жеребьёвка матчей 1/8 финала прошла 14 декабря 2020 года в 12:00 по центральноевропейскому времени (CET).

### Сводная таблица
Первые матчи были сыграны 16—17 и 23—24 февраля, ответные матчи — 9—10 и 16—17 марта 2021 года.
| Команда 1                | Итог        | Команда 2           | 1-й матч | 2-й матч      |
| ------------------------ | ----------- | ------------------- | -------- | ------------- |
| Боруссия (Мёнхенгладбах) | 0:4         | Манчестер Сити      | 0:2      | 0:2           |
| Лацио                    | 2:6         | Бавария             | 1:4      | 1:2           |
| Атлетико Мадрид          | 0:3         | Челси               | 0:1      | 0:2           |
| РБ Лейпциг               | 0:4         | Ливерпуль           | 0:2      | 0:2           |
| Порту                    | 4:4 (г. в.) | Ювентус             | 2:1      | 2:3(доп. вр.) |
| Барселона                | 2:5         | Пари Сен-Жермен     | 1:4      | 1:1           |
| Севилья                  | 4:5         | Боруссия (Дортмунд) | 2:3      | 2:2           |
| Аталанта                 | 1:4         | Реал Мадрид         | 0:1      | 1:3           |

### Матчи
| Боруссия (Мёнхенгладбах) | 0:2     | Манчестер Сити                  |
| ------------------------ | ------- | ------------------------------- |
|                          | (отчёт) | - Силва 29′ - Габриэл Жезус 65′ |

| Манчестер Сити                 | 2:0     | Боруссия (Мёнхенгладбах) |
| ------------------------------ | ------- | ------------------------ |
| - Де Брёйне 12′ - Гюндоган 18′ | (отчёт) |                          |

| Лацио        | 1:4     | Бавария                                                        |
| ------------ | ------- | -------------------------------------------------------------- |
| - Корреа 49′ | (отчёт) | - Левандовский 9′ - Мусиала 24′ - Зане 42′ - Ачерби 47′ (авт.) |

| Бавария                                     | 2:1     | Лацио        |
| ------------------------------------------- | ------- | ------------ |
| - Левандовский 33′ (пен.) - Шупо-Мотинг 73′ | (отчёт) | - Пароло 82′ |

| Атлетико Мадрид | 0:1     | Челси      |
| --------------- | ------- | ---------- |
|                 | (отчёт) | - Жиру 68′ |

| Челси                      | 2:0     | Атлетико Мадрид |
| -------------------------- | ------- | --------------- |
| - Зиеш 34′ - Эмерсон 90+4′ | (отчёт) |                 |

| РБ Лейпциг | 0:2     | Ливерпуль            |
| ---------- | ------- | -------------------- |
|            | (отчёт) | 53′ Салах · 58′ Мане |

| Ливерпуль            | 2:0     | РБ Лейпциг |
| -------------------- | ------- | ---------- |
| Салах 70′ · Мане 74′ | (отчёт) |            |

| Порту                    | 2:1     | Ювентус     |
| ------------------------ | ------- | ----------- |
| - Тареми 2′ - Марега 46′ | (отчёт) | - Кьеза 82′ |

| Ювентус                     | 3:2 (д.в.) | Порту              |
| --------------------------- | ---------- | ------------------ |
| Кьеза 49′, 63′ · Рабьо 117′ | (отчёт)    | 19′, 115′ Оливейра |

| Барселона        | 1:4     | Пари Сен-Жермен                |
| ---------------- | ------- | ------------------------------ |
| Месси 27′ (пен.) | (отчёт) | 32′, 65′, 85′ Мбаппе · 70′ Кен |

| Пари Сен-Жермен   | 1:1     | Барселона |
| ----------------- | ------- | --------- |
| Мбаппе 31′ (пен.) | (отчёт) | 37′ Месси |

| Севилья                 | 2:3     | Боруссия (Дортмунд)          |
| ----------------------- | ------- | ---------------------------- |
| - Сусо 7′ - де Йонг 84′ | (отчёт) | - Дауд 19′ - Холанд 27′, 43′ |

| Боруссия (Дортмунд)    | 2:2     | Севилья                     |
| ---------------------- | ------- | --------------------------- |
| Холанд 35′, 54′ (пен.) | (отчёт) | 68′ (пен.), 90+6′ Эн-Несери |

| Аталанта | 0:1     | Реал Мадрид |
| -------- | ------- | ----------- |
|          | (отчёт) | - Менди 86′ |

| Реал Мадрид                                    | 3:1     | Аталанта      |
| ---------------------------------------------- | ------- | ------------- |
| - Бензема 34′ - Рамос 60′ (пен.) - Асенсио 85′ | (отчёт) | - Мурьель 83′ |

## 1/4 финала
Жеребьёвка матчей 1/4 финала прошла 19 марта 2021 года в 12:00 по центральноевропейскому времени (CET).

### Сводная таблица
Первые матчи были сыграны 6 и 7 апреля, ответные матчи прошли 13 и 14 апреля 2021 года.
| Команда 1      | Итог        | Команда 2         | 1-й матч | 2-й матч |
| -------------- | ----------- | ----------------- | -------- | -------- |
| Манчестер Сити | 4:2         | Боруссия Дортмунд | 2:1      | 2:1      |
| Порту          | 1:2         | Челси             | 0:2      | 1:0      |
| Бавария        | 3:3 (г. в.) | Пари Сен-Жермен   | 2:3      | 1:0      |
| Реал Мадрид    | 3:1         | Ливерпуль         | 3:1      | 0:0      |

### Матчи
| Манчестер Сити              | 2:1     | Боруссия (Дортмунд) |
| --------------------------- | ------- | ------------------- |
| - Де Брёйне 19′ - Фоден 90′ | (отчёт) | - Ройс 84′          |

| Боруссия (Дортмунд) | 1:2     | Манчестер Сити                  |
| ------------------- | ------- | ------------------------------- |
| - Беллингем 15′     | (отчёт) | - Махрез 55′ (пен.) - Фоден 75′ |

| Порту | 0:2     | Челси                     |
| ----- | ------- | ------------------------- |
|       | (отчёт) | - Маунт 32′ - Чилуэлл 85′ |

| Челси | 0:1     | Порту          |
| ----- | ------- | -------------- |
|       | (отчёт) | - Тареми 90+4′ |

| Бавария                        | 2:3     | Пари Сен-Жермен                  |
| ------------------------------ | ------- | -------------------------------- |
| - Шупо-Мотинг 37′ - Мюллер 60′ | (отчёт) | - Мбаппе 3′, 68′ - Маркиньос 28′ |

| Пари Сен-Жермен | 0:1     | Бавария           |
| --------------- | ------- | ----------------- |
|                 | (отчёт) | - Шупо-Мотинг 40′ |

| Реал Мадрид                              | 3:1     | Ливерпуль   |
| ---------------------------------------- | ------- | ----------- |
| - Винисиус Жуниор 27′, 65′ - Асенсио 36′ | (отчёт) | - Салах 51′ |

| Ливерпуль | 0:0     | Реал Мадрид |
| --------- | ------- | ----------- |
|           | (отчёт) |             |

## Полуфиналы
Жеребьёвка полуфинальных матчей прошла 19 марта 2021 года после жеребьёвки матчей 1/4 финала.

### Сводная таблица
Первые матчи были сыграны 27 и 28 апреля, ответные матчи прошли 4 и 5 мая 2021 года.
| Команда 1       | Итог | Команда 2      | 1-й матч | 2-й матч |
| --------------- | ---- | -------------- | -------- | -------- |
| Пари Сен-Жермен | 1:4  | Манчестер Сити | 1:2      | 0:2      |
| Реал Мадрид     | 1:3  | Челси          | 1:1      | 0:2      |

### Матчи
| Пари Сен-Жермен | 1:2     | Манчестер Сити              |
| --------------- | ------- | --------------------------- |
| - Маркиньос 15′ | (отчёт) | - Де Брёйне 64′ - Марез 71′ |

| Манчестер Сити | 2:0     | Пари Сен-Жермен |
| -------------- | ------- | --------------- |
| Марез 11′, 63′ | (отчёт) |                 |

| Реал Мадрид   | 1:1     | Челси         |
| ------------- | ------- | ------------- |
| - Бензема 29′ | (отчёт) | - Пулишич 14′ |

| Челси                    | 2:0     | Реал Мадрид |
| ------------------------ | ------- | ----------- |
| - Вернер 28′ - Маунт 85′ | (отчёт) |             |

## Финал
Финал состоялся 29 мая 2021 года на «Драгау» в Порту. 19 марта 2021 года после жеребьёвки была определена «домашняя» команда финала для административных целей.
| Манчестер Сити | 0:1     | Челси      |
| -------------- | ------- | ---------- |
|                | (отчёт) | Хаверц 42′ |

## Комментарии
1. ↑  CET (UTC+1) для матчей до 27 марта 2021 года (1⁄8 финала), а CEST (UTC+2) для всех остальных матчей.
2. ↑  Матч между «Боруссия (Мёнхенгладбах)» и «Манчестер Сити» должен был состоятся на стадионе «Боруссия-Парк» в Мёнхенгладбахе, но из-за ограничений на передвижение, связанное с пандемией COVID-19[англ.], а также из-за распространения нового штамма вируса, правительство Германии наложила запрет на въезд в страну граждан из Великобритании. В связи с этим матч перенесли в Будапешт, Венгрия на «Арену Ференца Пушкаша»[7][8]
3. 1 2 3 4 5 6 7 8 9 10 11 12 13 14 15 16 17 18 19 20 21 22 23 24 25 26  В связи с распространением COVID-19 в Европе матч прошёл без зрителей.
4. ↑  Матч между «Атлетико Мадрид» и «Челси» должен был состоятся на стадионе «Метрополитано» в мадриде, но из-за ограничений на передвижение, связанное с пандемией COVID-19[англ.], а также из-за распространения нового штамма вируса, правительство Испании наложила запрет на въезд в страну граждан из Великобритании. В связи с этим матч перенесли в Бухарест, Румыния на «Национальный стадион»[7][9]
5. ↑  Матч между «РБ Лейпциг» и «Ливерпулем» должен был состоятся на стадионе «РБ Арена» в Лейпциге, но из-за ограничений на передвижение, связанное с пандемией COVID-19[англ.], а также из-за распространения нового штамма вируса, правительство Германии наложила запрет на въезд в страну граждан из Великобритании. В связи с этим матч перенесли в Будапешт, Венгрия на «Арену Ференца Пушкаша»[7][10]
6. ↑  Матч между «Ливерпулем» и «РБ Лейпциг» должен был состоятся на стадионе «Энфилд» в Ливерпуле, но из-за ограничений на передвижение, связанное с пандемией COVID-19[англ.], а также из-за распространения нового штамма вируса, правительство Германии наложила запрет на въезд в страну граждан из Великобритании. В связи с этим матч перенесли в Будапешт, Венгрия на «Арену Ференца Пушкаша»[12]
7. 1 2 3  «Реал Мадрид» проводит свои домашние матчи на стадионе «Альфредо ди Стефано» в Мадриде вместо своего основного стадиона «Сантьяго Бернабеу».